# Svátek čistoty a jasu
Svátek čistoty a jasu, také označovaný jako svátek zametání hrobek, čínsky čching ming ťie (清明节, Qingming Jie) je tradiční čínský jarní svátek, dnes slavený v oblasti pevninské Číny, Tchaj-wanu, Hongkongu, Macaa, Indonésie a Thajska. Připadá na první den pátého slunečního období tradičního čínského lunárního kalendáře. Jde o 15. den po jarní rovnodennosti, buď 4., 5. nebo 6. dubna v daném roce. Slaví se tak, že rodiny navštěvují hrobky svých předků. Čistí jejich hroby, modlí se ke svým předkům a rituálně obětují dary, tj. obvykle tradiční jídla, vonné tyčinky a vonný papír. Svátek zdůrazňuje tradiční úctu k předkům v čínské kultuře a slaví se již více než 2500 let, i když se způsob jeho slavení během času měnil a liší se i v závislosti na regionu.
V roce 2008 byl svátek čistoty a jasu na pevninské Číně vyhlášen státním svátkem. Na Tchaj-wanu v minulosti svátek 5. dubna připomínal zesnulého generála Čankajška, jehož popularita však zde mezitím značně poklesla.
Slavení tohoto svátku znázorňuje hlavní dílo významného malíře 12. století Čanga Ce-tuana zvané Svátek čching-ming na řece.